# Mimesthes
Mimesthes là một chi bọ cánh cứng trong họ Meloidae.
Chi này được miêu tả khoa học năm 1872 bởi Marseul.

## Các loài
Các loài trong chi này gồm:
- Mimesthes karooensis Bologna, 2000
- Mimesthes maculicollis Marseul, 1872
- Mimesthes nigricollis Kaszab, 1981